# Излетник (стрип)
Излетник (енгл. Daytripper) је десетоделни графички роман који су написали и нацртали бразилска браћа близанци Фабио Мун и Габријел Ба, а који је објаво Ди-Си комиксов Вертиго.

## Сажетак
Брас де Олива Домингос је син познатога писца. Брас самим тим жели да постане као отац. Он је запослен у једном штампаном медију за ког пише некрологе, док је његов први роман још увек на почетку. После, његов живот сањара завршава се након његове тужне смрти, а приповедач одлучује да се присети најважнијих тренутака живота лика: путовања, породице, везе, детињства, очинства.

## Пријем код публике
Прво издање овога стрипа у меким корицама било је на првом месту Њујорк тајмсове листе стрипова с меким повезом у фебруару 2011. године. Ту је био све до средине марта када је пао на друго место.
Српски канал Само вредно читања га је оценио као стрип „који слави живот, нај-Carpe diem! стрип икада”. На овом каналу је такође изнето да је ово „можда један од оних стрипова које бисте потурили неком да чита ко иначе није љубитељ читања стрипова”.
Излетник је изабран за књигу „Живота ума” од стране Универзитета у Тенесију, у Ноксвилу. Ова награда се додељује како би будући бруцоши тог универзитета знали шта треба да читају. Излетник је први графички роман, али и прво бразилско дело коју је добило ту част.
Излетник је често именован као један од најбољих графичких романа модерне ере. Истакнути рецезент Гуд океј бед му је дао савршену оцену од три звезде похваливши га за умтеност и осећања која су испреплетана с главним ликовима.

## Утицаји из бразилске културе
Излетник представља бројне бразилске утицаје што се тиче језика, књижевности и културе. У роману се тај утицај огледа у имену главнога јунака, Браса. Његово име реферише на Бразил, земљу порекла ствараоца романа.
Име главнога јунака такође се може односити на Браса Кубаса, познатог измишљеног лика из бразилске књижевности. Он се појавио у Постхумним мемоарима Браса Кубаса, бразилскога аутора Мачада де Асиса. У интервјуу за Филанктеру, бразилскоме блогу о стриповима, Ба и Мун су објаснили да је главни лик из њиховога романа у ствари „омаж који има смисла јер је Брасов отац веома познат писац. Отац какав би својој деци дао име ликова романа. Такође зато што Брас умире, али умире и Барс Кубас.” У обе приче ликови приповедају причу о својој смрти, док Брас Кубас читаоцу даје до знања да је већ мртав и прича причу о своме животу, Брас де Олива Домингос неочекивано умире на много различитих начина на крају свакога поглавља.
Још једна референца из бразилске културе се односи на употребу португалскога језика. У трећем поглављу, када Браса покоси комби за доставу, на истом комбију се може видети исписана изрека: Foda. entregas. У преводу би ово значило. Јеботе. достава (у српскоме издању као: Зло & наопако експрес), што реферише на ситуацију коју је доживео главни лик који је умро након што је видео жену „с којом ће провести остатак свог живота“.
Поред језика и литературе, понашање Бразилаца према породици у роману је такође приказано. У петоме поглављу, током којега Брас и његови родитељи посећују баку и деку на селу, цела породица се поново окупља: рођаци, ујаци, тетке. Чин удруживања целе породице свакога викенда је уобичајена традиција у Латинској Америци у којој се вредност породице изузетно цени. Према Клатеру и Нијету „породица Хиспаноамериканаца је традиционално уско повезана група од пет најважнијих друштвених јединица. Сам термин породице обично превазилази нуклеарну породицу. Породица у Хиспаноамериканаца је 'породична једниница' која не укључује само родитеље и децу већ и остатак фамилије.” Иако Бразил није само хиспанска земља (открила га је Португалија и њиме владала од 1500. године до 1822), овај обичан је присутан у многим латинским земљама, од Латинске Америке до првобитних европских (Шпанија, Португалија, Италија и Француска).

Још један велики утицај бразилске културе у Излетнику је повезан са храном. У петоме поглављу, када цела породица скупа руча, сва јела су традиционална из бразилске кухиње. Тај онсовни оброк састоји се од „пиринча, пасуља, кромпира, зелене салате, — све је то једноставно и домаће — али ручак се увек био као гласна, весела гозба... Пилетина је била омиљено јело деце, па га је бака увек кувала.” Зато Ботело пише:
Поред регионалних разлика, свакодевно јело које се једе на готово свим трпезама у земљи је дуо пиринча и пасуља, праћен салатом, неком врстом меса и брашном о маниоке. Речник Аурелио португалскога језика дефинише дуо пиринча и пасуља (порт. feijão-com-arroz) као 'свакодневну употребу; заједнички; уобичајени'. То је истинске елемент националнога идентитета који обухвата људе од Севера Бразила до Југа.
Излетник такође описује бразилску културу у вези са сапуницама. У петоме поглављу када Брас каже: „Бака је кокошке назвала по ликовима из својих сапуница”, описује се велики утицај ове врсте ТВ-емисија у Бразилу. Док су унеким земљама филмови или ТВ-серије најгледанији телевизијски програм, у Бразилу су сапунице далеко најгледанија врста програма. Према Бразилијан бизнису, „Сапунице Реде Глобо су заиста познате и у земљи и ван ње. Постоје и неки други емитери који оглашавају своје програме реченицом 'После Глобове сапунице пређите на наш канал.”

## Награде
- 2011:
  - Добитник Ајзнерове награде за најбољу ограничену серију или причу
  - Добитник Харвијеве награде за најбољи појединачни број или причу
  - Добитник Игл награде за омиљени стрип[16]